# Lyckan, Mjölby kommun
Lyckan är en bebyggelse norr om Gottlösa i Normlösa socken i Mjölby kommun. Från 2015 avgränsar SCB här en småort.